# Quinty Sabajo
Quinty Sabajo (Maarssen, 1 augustus 1999) is een Nederlands voetbalspeelster. Ze speelt als middenvelder voor Ajax in de Vrouwen Eredivisie.
Sabajo begon te voetballen bij VV OSM '75 (Voetbal Vereniging Omnisportvereniging Maarssenbroek 1975) in Maarssenbroek. In het seizoen 2018/19 ging ze naar sc Heerenveen en in de zomer van 2020 startte ze bij Ajax. Na vijf jaar werd in 2025 haar contract niet verlengd en liet ze Ajax achter zich.

## Statistieken
| Seizoen | Club          | Land      | Competitie         | Wedstrijden | Doelpunten |
| ------- | ------------- | --------- | ------------------ | ----------- | ---------- |
| 2018/19 | sc Heerenveen | Nederland | Eredivisie         | 22          | 8          |
| 2019/20 | sc Heerenveen | Nederland | Eredivisie         | 11          | 2          |
| 2020/21 | AFC Ajax      | Nederland | Vrouwen Eredivisie | 18          | 2          |
| 2021/22 | AFC Ajax      | Nederland | Vrouwen Eredivisie | 10          | 0          |
| 2022/23 | AFC Ajax      | Nederland | Vrouwen Eredivisie | 20          | 5          |
| 2023/24 | AFC Ajax      | Nederland | Vrouwen Eredivisie | 19          | 2          |
| 2024/25 | AFC Ajax      | Nederland | Vrouwen Eredivisie | 8           | 3          |
| Totaal  | Totaal        | Totaal    | Totaal             | 108         | 19         |

Laatste update: 6 juni 2025

## Interlandcarrière
Sabajo speelde respectievelijk voor Oranje O16, O19 en O20.
1 Van Eijk ·
3 Van der Veen ·
4 Den Turk ·
6 Van de Velde ·
7 Van Egmond ·
8 Spitse  ·
9 Tolhoek ·
12 Van Hensbergen ·
13 Niënhuis ·
15 Kaagman ·
16 Noordman ·
17 Jansen ·
18 Keijzer ·
19 T. Hoekstra ·
20 Yohannes ·
21 Van Gool ·
22 Sabajo ·
23 Keukelaar ·
24 De Klonia ·
25 De Sanders ·
26 Kardinaal ·
27 Buikema ·
31 Van der Wal ·
Coach: De Reus
· Assistent-coach: Luiten